# Nasz Przegląd
Nasz Przegląd – dziennik polskiej przedwojennej mniejszości żydowskiej, wydawany w Warszawie w latach 1923–1939. Był redagowany przez Jakuba Appenszlaka, Natana Szwalbe, Saula Wagmana i Daniela Rozencwajga. Miał nakład 40000–50000 egzemplarzy. Prezentował umiarkowanie syjonistyczny punkt widzenia, dziennikarze byli związani z grupą El Liwot.

## Opis
Gazeta publikowała cotygodniowe dodatki: „Mały Przegląd” (publikujący materiały autorstwa dzieci i młodzieży, redagowany przez Janusza Korczaka), „Nasz Przegląd Ilustrowany”, „Nasz Przegląd Sportowy”, „Nasz Przegląd Rozrywkowy”, „Nasz Przegląd Radiowy”, „Nasz Przegląd Gospodarczy”, „Nasz Przegląd Akademicki”. Od 1927 gazeta wydawała także Kalendarz Naszego Przeglądu (późniejsze tytuły: Kalendarz Informacyjny Naszego Przeglądu, Rocznik-Informator Naszego Przeglądu, Almanach – Rocznik Naszego Przeglądu, Rocznik Naszego Przeglądu).
W „Naszym Przeglądzie” publikowano w odcinkach utwory literackie, m.in. Braci Aszkenazy w przekładzie Stefana Pomera.
Do współpracowników gazety należeli m.in.: Jakub Appenszlak, Paulina Appenszlak, Arved Arenstam, Eli Baruchin, Oskar Berman, dr E. Boye, Leon Baumberg, Celina Becker, J. Bermont, dr K. Boden, J. Bester, Michał Maksymilian Borwicz (Maksymilian Boruchowicz), Roman Brandstaetter, Mieczysław Braun, E. Bronstein, L. Banberg, prof. dr Majer Bałaban, J. Bleiberg, Maksymilian Centnerszwer, Izaak Deutscher, Leo Finkelstein, dr Wilhelm Fallek, Aleksander Filozof, Zygmunt Fogiel, Jeremiasz Frenkel, Apolinary Hartglas, Tadeusz Heller, dr Henryk Higier, Efraim Kaganowski, dr Emanuel Isersohn, Mojżesz Kanfer, Menachem Kipnis, L. Lipszyc, dr Gerszon Lewin, Barbara Lewitówna, dr Leon Lipszowicz, J. Lis, dr Mateusz Mieses, Joel Mastbaum, dr Izrael Milejkowski, T. Nusenblatt, Józef Opatoszu, Adolf Peretz, dr Jakub Pinczewski, S. Płotnik, M. Nadir, Dawid Hirsz Nomberg, Joszua Perle, Noah Pryłucki, M. Rawicz, Zalman Reizen, dr Emanuel Ringelblum, Wincenty Rzymowski, Bernard Singer (Regnis), A. Sawicki, Ignacy Schiper, Salomon Lejb Schneiderman, Mojżesz Schorr, dr Ignacy Szwarzbart, Władysław Szlengel, Henryk Szoskies, Zusman Segałowicz, Ch. Siemiatycki, Stanisław Stempowski, M. Szymel, dr Ariel Tartakower, Josef Tunkel (Der Tunkeler), dr Maurycy Urstein, Iza Wagmanowa, Adam Ważyk, Jerzy Kamil Weintraub, Michał Weichert, M. Wajngot, Michał Weinzieher, dr Lejb Wulman.
Z inicjatywy czasopisma w 1929 roku odbył się konkurs piękności Miss Judea.
1 września 1939 roku gazeta opublikowała oświadczenie: Organizacja Syjonistyczna i naród żydowski stoją po stronie polskiej, gotowe do walki o swą godność i niepodległość. To oświadczenie powinno być drogowskazem dla światowego żydostwa. Miejsce Żydów całego świata jest po stronie polskiej.
Ostatni numer „Naszego Przeglądu”, nr 262, ukazał się w środę 20 września 1939.